# Accord de rapprochement économique entre la Chine et Macao
L'Accord de rapprochement économique entre la Chine et Macao  ou  Closer Economic Partnership Arrangement (CEPA) est un accord de libre-échange entre la Chine et Macao, signé le 17 octobre 2003 et entrée en application le 1er janvier 2004. Plusieurs suppléments à l'accord ont été signés entre 2004 et 2009